# セントクレア郡 (アラバマ州)
セントクレア郡（英: St. Clair County）は、アメリカ合衆国アラバマ州の中央部北に位置する郡である。2010年国勢調査での人口は85,593人であり、2000年の64,742人から32.2%増加した。郡庁所在地はアシュビル市（人口2,212人）及びペルシティ（人口12,695人）の2つである。2つ以上の郡庁所在地があるのは国内33郡あり、アラバマ州では2つだけだが、その1つである。
セントクレア郡はバーミングハム・フーバー・カルマン広域都市圏に属している。郡名は、フレンチ・インディアン戦争の時にイギリス軍士官としてスコットランドからアメリカに渡り、ルイブール要塞包囲戦やエイブラハム平原の戦いなどイギリス軍がフランス軍に対して勝利した著名な戦闘に参戦した将軍アーサー・セントクレアに因んで名付けられた。セントクレアはアメリカに定着し、アメリカ独立戦争では大陸軍に将軍として従軍した。また北西部領土唯一の知事を務めた。

## 歴史
セントクレア郡は1818年11月20日に、シェルビー郡から分離し、アラバマ準州議会によって設立された。郡庁所在地は法人化され、ジョン・アッシュに因んでアシュビルと名付けられた。1836年、チェロキー郡とディカーブ郡を設立するために、郡領域の一部が割譲された。南北戦争後の1866年、エトワ郡創設のために、郡北東部が削られた。

## 地理
アメリカ合衆国国勢調査局に拠れば、郡域全面積は653.61平方マイル (1,692.8 km2)であり、このうち陸地633.75平方マイル (1,641.4 km2)、水域は19.86平方マイル (51.4 km2)で水域率は3.04%である。

### 交通

#### 主要高規格道路
- 州間高速道路20号線
- 州間高速道路59号線
- アメリカ国道11号線
- アメリカ国道78号線
- アメリカ国道231号線
- アメリカ国道411号線
- アラバマ州道23号線
- アラバマ州道34号線
- アラバマ州道144号線
- アラバマ州道174号線

#### 鉄道
- アラバマ・アンド・テネシー川鉄道
- ノーフォーク・サザン鉄道

### 隣接する郡
- エトワ郡 - 北
- カルフーン郡 - 東
- タラデガ郡 - 南東
- シェルビー郡 - 南西
- ジェファーソン郡 - 西
- ブラウント郡 - 北西

## 人口動態
以下は2000年国勢調査による人口統計データである。
| 基礎データ - 人口: 64,742人 - 世帯数: 24,243 世帯 - 家族数: 18,445 家族 - 人口密度: 39人/km2（102人/mi2） - 住居数: 27,303軒 - 住居密度: 17軒/km2（43軒/mi2） 人種別人口構成 - 白人: 90.03% - アフリカン・アメリカン: 8.13% - ネイティブ・アメリカン: 0.37% - アジア人: 0.17% - 太平洋諸島系: 0.03% - その他の人種: 0.41% - 混血: 0.85% - ヒスパニック・ラテン系: 1.06% 先祖による構成 - イギリス系：71% - アイルランド系：13.1% - アフリカ系：8.13% - ドイツ系：8% - スコットランド・アイルランド系：3.5% - オランダ系：2.4% - スコットランド系：2% | 年齢別人口構成 - 18歳未満: 25.4% - 18-24歳: 7.9% - 25-44歳: 30.7% - 45-64歳: 24.3% - 65歳以上: 11.7% - 年齢の中央値: 36歳 - 性比（女性100人あたり男性の人口） - 総人口: 101.8 - 18歳以上: 98.8 世帯と家族（対世帯数） - 18歳未満の子供がいる: 35.1% - 結婚・同居している夫婦: 62.8% - 未婚・離婚・死別女性が世帯主: 10.0% - 非家族世帯: 23.6% - 単身世帯: 20.8% - 65歳以上の老人1人暮らし: 8.2% - 平均構成人数 - 世帯: 2.60人 - 家族: 3.01人 収入と家計 - 収入の中央値 - 世帯: 37,285米ドル - 家族: 43,152米ドル - 性別 - 男性: 33,914米ドル - 女性: 24,433米ドル - 人口1人あたり収入: 17,960米ドル - 貧困線以下 - 対人口: 12.1% - 対家族数: 9.6% - 18歳未満: 15.2% - 65歳以上: 12.6% |

## 都市と町

### 都市
- アシュビル - 郡庁所在地
- リーズ（大半はジェファーソン郡とシェルビー郡）
- ムーディ
- ペルシティ - 郡庁所在地
- スプリングビル
- トラスビル（大半はジェファーソン郡）

### 町
- アーゴ（一部はジェファーソン郡）
- ブランチビル - 統計上はオーデンビルと統合
- マーガレット
- オーデンビル
- ラグランド
- リバーサイド
- スティール
- ビンセント（大半はシェルビー郡とタラデガ郡）

### 国勢調査指定地域
- パインデールショアーズ

## 見どころ
郡内にローガン・マーティン湖がある。チャンドラー/ボールドロック山の頂上には民間アウトドア公園のホースペンズ40もある。